# 劉兆玄
劉 兆玄（りゅう ちょうげん、1943年5月10日 - ）は、中華民国（台湾）の政治家（中国国民党所属）。元行政院長（首相）。外省人。

## 経歴
少年時代には兄弟とともに「上官鼎」というペンネームで武侠小説を出版している。台湾大学卒業後、トロント大学で博士号（化学）を取得し、国立清華大学教授に就任。同大学学長を6年間務め、台湾トップレベルの総合大学としての地位を確立した。
1980年代には行政院国家科学委員会で行政経験を積み、李登輝総統・連戦内閣で交通部長（1993年-1996年）、蕭万長内閣で行政院副院長（1997年-2000年）を歴任。1999年の台湾大地震の際には全国救災執行長として第一線で救援活動を指揮。2000年に中国国民党が下野すると、連戦が設立したシンクタンク「国家政策研究基金会」副理事長に就任。2004年には私学の東呉大学の学長になった。
2008年5月20日、馬英九総統の任命により行政院長に就任した。就任後まもなく、中国産乳製品有害物質（メラニン）混入事件や経済情勢の悪化などを受けて、劉兆玄内閣の支持率は2008年11月時点で34％と低迷している（国民党寄りの新聞聯合報の世論調査による）。
2009年8月8日に発生し、台湾南部を中心に約700人の死者・行方不明者を出した台風8号への対応の遅れに批判が集中し、内閣支持率が10％台に急落。同年9月10日、行政院長を辞任し、内閣総辞職をした。

## 日本との関連
日本では、2008年6月に尖閣諸島近海で台湾漁船が海上保安庁巡視船に衝突され沈没した事件（聯合号事件）をめぐり、日本との開戦の可能性を排除しないという見解を示し、日本に対する宣戦布告ではないかと波紋を引き起こした人物として知られる。しかし、実際には、好戦的な国民党立法委員に「開戦の可能性は排除しないか」と執拗に質問されてやむを得ず「そのとおり（是）」と答弁したようであり、真意は平和的解決の強調にあったとされる。実際、その日の晩に行政院は、行政院長の発言の趣旨について、外交処理を優先し、日本と開戦するとは言っていないとする見解を出している。